# Egnasia hypomochla
Egnasia hypomochla är en fjärilsart som beskrevs av Fletcher 1963. Egnasia hypomochla ingår i släktet Egnasia och familjen nattflyn. Inga underarter finns listade i Catalogue of Life.